# 曲齐妥单抗
曲齐妥单抗（INN：Drozitumab），或译卓齐妥单抗，是一种正在开发用于治疗癌症的人单克隆抗体。它的目标是肿瘤坏死因子相关凋亡诱导配体（TRAIL），其受体存在于许多类型的恶性细胞的表面。曲齐妥单抗由基因泰克公司开发。
尽管曲齐妥单抗在治疗软骨肉瘤、结直肠癌、非霍奇金氏淋巴瘤和非小细胞肺癌的II期试验中进行了研究，但由于缺乏临床反应，开发已停止。